# Ryūtsū-Keizai-Universität/Fußball
Die Fußballabteilung der Ryūtsū-Keizai-Universität (jap. 流通経済大学サッカー部 Ryūtsū Keizai Daigaku Sakkā-bu; vollständiger Name 流通経済大学体育局サッカー部 Ryūtsū Keizai Daigaku Taiiku-kyoku Sakkā-bu, dt. etwa „Fußballabteilung des Sportbüros der Ryūtsū-Keizai-Universität“) ist an deren Campus in Ryūgasaki in der japanischen Präfektur Ibaraki beheimatet. Neben einer in den Universitätsligen spielenden Mannschaft unterhält sie außerdem zwei eigenständige Vereinsmannschaften, die im Herren-Spielbetrieb des japanischen Fußballverbandes mitwirken. Sowohl der Ryūtsū Keizai University FC (流通経済大学FC Ryūtsū Keizai Daigaku Efu Shī; zwischen 2005 und 2010) als auch die Ryūtsū Keizai Dragons Ryūgasaki (流通経済大学ドラゴンズ龍ケ崎 Ryūtsū Keizai Daigaku Doragonsu Ryūgasaki; seit 2015) konnten sich dabei jeweils bis in die Japan Football League, die nominell höchste japanische Amateurliga, vorarbeiten.

## Geschichte
Die Abteilung wurde zusammen mit der Gründung der Universität im Jahr 1965 errichtet. Nachdem jahrelang lediglich auf Präfekturlevel gespielt wurde, erreichte die Mannschaft erstmals 1999 die zweite Division der Kantō-Universitätsliga, stieg aber direkt wieder ab. Es sollte zwei weitere Jahre dauern, bis man sich nach einem erneuten Aufstieg dauerhaft auf Regionalniveau etablieren konnte. Dort stellen sich schnell Erfolge ein. Nach dem Gewinn der zweiten Division 2003 stieg RKU in die höchste Universitätsliga der Region auf, wo sogleich ein zweiter Platz erzielt werden konnte. Diese Serie war für den japanischen Universitätsfußballverband Grund genug, den Verein als Teilnehmer für die nationale Regionalligen-Finalrunde zu melden. Völlig überraschend erreichte die Mannschaft dort die Endrunde und schloss diese als Zweiter ab, was gleichbedeutend damit war, dass die Universität eine Mannschaft für die Japan Football League melden durfte (Details siehe im Abschnitt Ryūtsū Keizai University FC).
In den Jahren 2006, 2008 und 2009 wurde jeweils die Universitätsliga der Region Kantō gewonnen. Zudem war RKU insgesamt dreimal (2007, 2013, 2014) im prestigeträchtigen und japanweit ausgetragenen Premierminister-Pokal für Universitätsmannschaften sowie 2014 bei den nationalen Universitätsmeisterschaften erfolgreich. Für den Kaiserpokal konnte sich die Mannschaft bislang insgesamt achtmal qualifizieren, zuletzt 2015, wo man durch einen Sieg nach Elfmeterschießen gegen den Zweitligisten Tochigi SC immerhin die zweite Runde erreichen konnte.

## Ryūtsū Keizai University FC
Ryūtsū Keizai University FC wurde eigens zum Zweck der Teilnahme an der Japan Football League 2005 gegründet. Die Teilnahme wurde hierbei durch die Regularien der Liga selbst ermöglicht, die seit ihrer Umformierung 1999 auch Universitätsmannschaften zuließ, sofern diese die Regionalliga-Finalrunde erfolgreich bestritten. RKU FC war so nach Kokushikan University FC und Shizuoka Sangyo University SC die insgesamt dritte Mannschaft, die auf diesem Wege den Sprung in die JFL schaffte.
Insgesamt verbrachte Ryūtsū Keizai University FC sechs Spielzeiten in der Japan Football League. Die mit Abstand beste Platzierung wurde hierbei 2008 mit einem sechsten Platz erzielt, ansonsten war das Team eher im unteren Mittelfeld der Tabelle zu finden. Vor Beginn der Saison 2010 wurde die bis dahin mögliche gleichzeitige Registrierung von Spielern für beide Mannschaften (also sowohl für das Universitätsliga- als auch für das JFL-Team) durch die JFL abgeschafft. Als Konsequenz stieg RKU FC am Ende der Saison als abgeschlagener Tabellenletzter in die Kantō-Regionalliga ab.

## Ryūtsū Keizai Dragons Ryūgasaki
Im Gegensatz zu Ryūtsū Keizai University FC war Ryūtsū Keizai Dragons Ryūgasaki zunächst ein eigenständiger Verein, der 2001 als Ryūgasaki FC (竜ヶ崎FC) gegründet wurde. Trotzdem hatte der Verein lange Zeit den Charakter eines Farmteams für die Universitätsliga- und später die JFL-Mannschaft. Der Name stellt hierbei ein Wortspiel dar, da Ryūgasaki „Drachenkap“ bedeutet.
Ryūgasaki FC begann den Spielbetrieb in den Ligen der Präfektur Ibaraki. Zur Saison 2003 erfolgte eine Umbenennung in Club Dragons (クラブ・ドラゴンズ, Kurabu Doragonsu); damit einher ging ein langsamer Aufstieg durch die Ligenpyramide – 2006 wurde die Präfekturliga, ein Jahr später die Division 2 der Kantō-Regionalliga gewonnen. Seitdem spielte der Verein mit zwei einjährigen Unterbrechungen stets im Regionalliga-Oberhaus.
Im Jahr 2014 qualifizierten sich die Dragons, obwohl man zu dieser Zeit lediglich in der Division 2 spielte, über den Finaleinzug im japanischen Amateurpokal für die Regionalliga-Finalrunde. Diese wurde überraschend mit einem dritten Platz in der Endrunde des Turniers abgeschlossen. Da die Japan Football League zu Beginn der Saison 2015 nach einem durch die Gründung der J3 League bedingten Übergangsjahr mit nur vierzehn Mannschaften das Teilnehmerfeld auf die alte Stärke von sechzehn Teams aufstockte, reichte dieser dritte Platz zum Aufstieg in die JFL aus. Die Dragons hatten somit mit einem Schlag eine Liga übersprungen.
Einhergehend mit dem Erreichen der Japan Football League änderte sich der Name in Ryūtsū Keizai Dragons Ryūgasaki. Nach einem 14. Platz in der ersten JFL-Saison erzielte die Mannschaft mit dem überraschenden Gewinn der Hinrundenmeisterschaft 2016, welche gleichbedeutend mit dem Einzug in die Meisterschaftsendspiele dieser Saison ist, den bis dahin größten Erfolg ihrer Geschichte. Dort musste man sich Honda FC nach einem 2:2 im Hinspiel vor eigenem Publikum und einem 0:1 in Hamamatsu knapp geschlagen geben.